# Lometa
Lometa – miasto w Stanach Zjednoczonych, w stanie Teksas, w hrabstwie Lampasas.